# Mount Mazama
Mount Mazama is een verwoeste stratovulkaan die in Klamath County in de Amerikaanse staat Oregon ligt. 
Tijdens een uitbarsting van de vulkaan, zo'n 5.700 voor Christus, is het kratermeer Crater Lake ontstaan, dat het diepste meer van de Verenigde Staten is en als een van de diepste meren ter wereld geldt. Deze uitbarsting behoort tot de drie zwaarste uitbarstingen in de laatste 10.000 jaar. 
In 1902 werd het Crater Lake National Park opgericht, om Crater Lake en de resten van Mount Mazama en haar omgeving te beschermen.